# 세이부큐조마에역
세이부 구장앞 역(일본어: 西武球場前駅)은 일본 사이타마현 도코로자와시에 있는 세이부 철도 사야마 선과 야마구치 선의 철도역이다.

## 타는 곳

### 사야마 선
| ↑ 시모야마구치          |
| \| 6 5 \| 4 3 \| 2 1 \| |
|                         |

| 1・2 | ■ 사야마 선 | 니시토코로자와 방면 |
| 3～6 | ■ 사야마 선 | (임시 승강장)니시토코로자와・도코로자와・이케부쿠로・ 신주쿠 선으로 직결 운행 다카다노바바・세이부 신주쿠・ ○도쿄 지하철 유라쿠초 선으로 직결 운행 신키바 방면 |

### 야마구치 선
| ↑ 유엔치니시 |
| \| 7 8 \|    |
|              |

| 7・8 | ■ 야마구치 선 | 세이부 유원지 방면 |

## 역세권 정보
- 세이부 돔(사이타마 세이부 라이온즈 구장)

## 역사
- 1929년 5월 1일: 무라야마 공원 역으로 영업 개시.
- 1933년 3월 1일: 역명을 무라야마 저수지 곁 역으로 변경.
- 1941년 4월 1일: 역명을 무라야마역으로 변경.
- 1944년 2월 28일: 영업 중지.
- 1951년 10월 7일: 영업 재개. 시모야마구치 방면으로 0.3 km 이전, 역명을 사야마 호 역으로 변경.
- 1978년 11월 30일: 시모야마구치 방면으로 0.3 km 이전.
- 1979년 3월 25일: 역명을 세이부 구장앞 역으로 변경.

## 사진

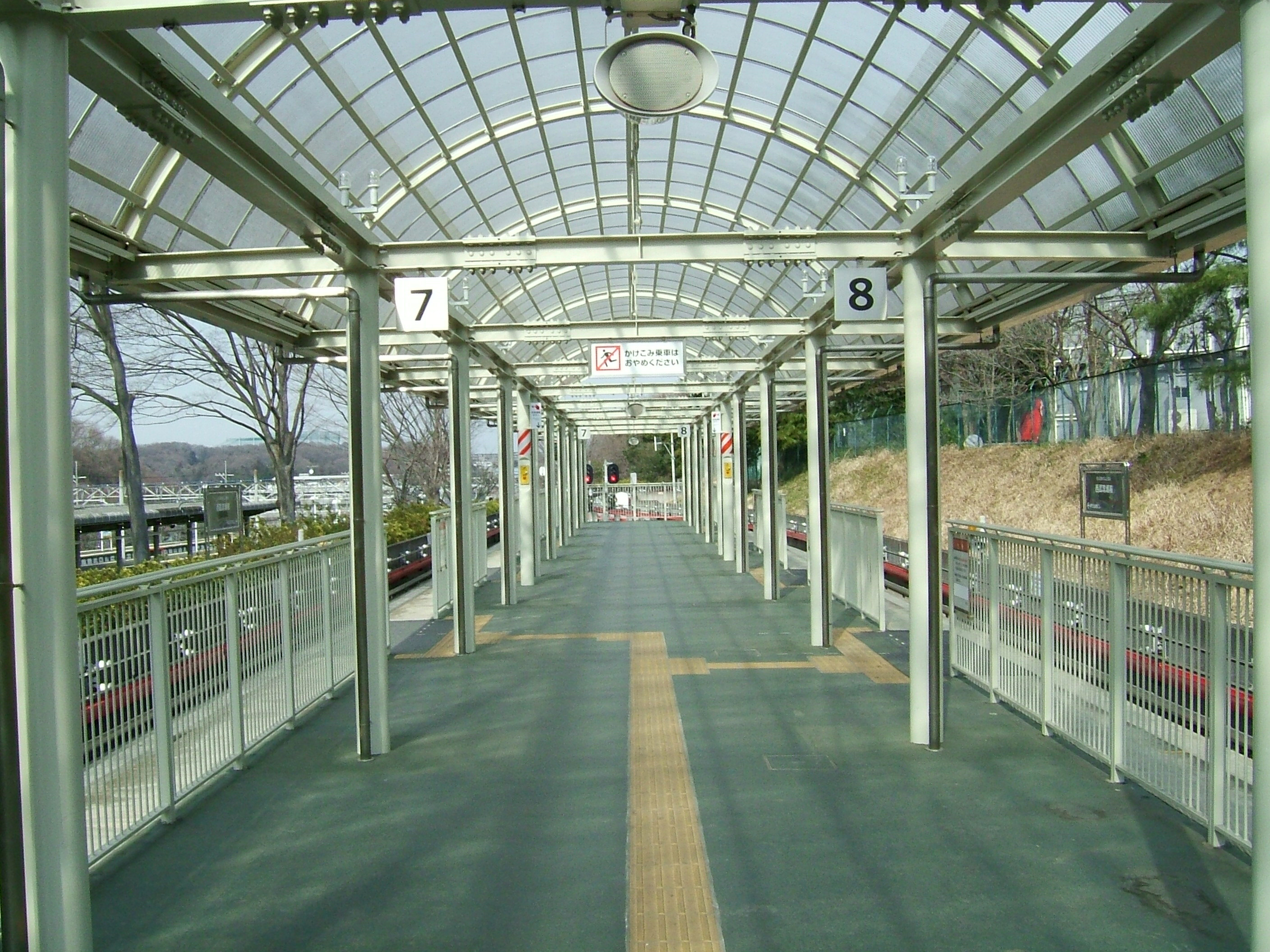
야마구치 선의 승강장 모습
환승 통로

## 야구 경기
야구 경기가 있는 날이면, 이 역은 사람들로 매우 붐빈다. 경기가 끝나면 타는 곳에서는 양팀 팬들로 가득찬다.
경기종료 후 열차안은 매우 혼잡하지만, 개찰구에서 가장 가까운 차량이 혼잡하며, 이케부쿠로 선쪽 차량은 비교적 비어 있는 경우가 많다.

## 인접역
| 세이부 철도■사야마 선                                                                | 세이부 철도■사야마 선 | 세이부 철도■사야마 선 |
| ------------------------------------------------------------------------------------ | --------------------- | --------------------- |
| 시모야마구치 니시토코로자와 방면                                                     | ■보통                 | 시·종착역             |
| * 야구경기나 특별 이벤트가 있을 경우 이케부쿠로 선 및 신주쿠 선과 임시 직결운행한다. |                       |                       |

| 세이부 철도■ 야마구치 선     | 세이부 철도■ 야마구치 선 | 세이부 철도■ 야마구치 선 |
| ---------------------------- | ------------------------ | ------------------------ |
| 세이부엔유엔치역 다마코 방면 |                          | 시·종착역                |